# Chris Bale
|  | Aquest article tracta sobre el futbolista. Vegeu-ne altres significats a «Christian Bale». |

Chris Bale (nascut el 30 de maig de 1982) és un futbolista gal·lès que actualment juga com a centrecampista per l'Auckland City del Campionat de Futbol de Nova Zelanda.

## Trajectòria esportiva
Bale començà la seva carrera futbolística a Gal·les amb l'Inter Cardiff el 2000. El 2003 va ser transferit al Barry Town FC gal·lès també. Hi jugà tres temporades fins que fou fitxat pel Bristol Rovers FC de la Football League Two anglesa.
El 31 d'octubre de 2007 debutà amb l'equip neozelandès Waitakere United en un partit de la Lliga de Campions de l'OFC contra l'AS Manu-Ura de la Polinèsia Francesa. El 18 de novembre marcà el seu primer gol amb el club en un partit del Campionat de Futbol de Nova Zelanda contra el Canterbury United a English Park. Menys d'un mes després va jugar en el Campionat del Món de Clubs de la FIFA de 2007 contra el Sepahan Isfahan de l'Iran. L'equip neozelandès acabà perdent 3 a 1. Aquella temporada Bale acabà jugant en 29 partits marcant-hi 3 gols. La temporada següent Bale continuà amb el Waitakere United en què jugà en el Campionat del Món de Clubs de la FIFA de 2008 contra l'Adelaide United d'Austràlia. Aquella temporada marcà tan sols un gol en un total de 22 partits jugats.
La temporada 2009-2010 Bale va ser fitxat pel Team Wellington de la mateixa lliga. Va fer el seu debut en un partit a Newtown Park contra el YoungHeart Manawatu en què perderen per 4 a 0. Bale va marcar tan sols un gol aquella temporada, en un partit en què guanyaren 2 a 1 contra el Canterbury United a Porirua. Amb aquell partit el Team Wellington es classificà per a les semifinals del torneig final de la temporada, però acabaren perdent contra el Waitakere United.
La següent temporada el gal·lès va ser retransferit al Waitakere United. Aquella temporada va jugar en 20 partits marcant 1 gol i en la temporada 2011-2012 ha jugat en una quizena de partits marcant més de cinc gols.
La temporada 2012-13 Bale fou transferit a l'Auckland City, l'equip rival del Waitakere United. Va debutar pel club el 3 de novembre de 2012 a l'estadi local Kiwitea Street contra el Canterbury United en un partit en què Bale marcà i l'Auckland City acabà guanyant per un 5–2. Amb l'equip va guanyar l'ASB Premiership 2013/14 i dues lligues de campions de OFC. En 2014 va tornar al Waitakere, i en acabar la lliga 2014/15 va formar part del Team Wellington que va disputar la lliga de campions de la OFC 2015 i posteriorment contractat de manera definitiva pel club. En 2016 va passar al Forrest Hill Milford i va tornar a la lliga nacional el 2017 amb el Waitakere.

## Palmarès
- Campionat de Futbol de Nova Zelanda (2): 2010-11, 2011-12.